# Thrypticus vividus
Thrypticus vividus är en tvåvingeart som först beskrevs av Johann Wilhelm Meigen 1824.  Thrypticus vividus ingår i släktet Thrypticus och familjen styltflugor.
Artens utbredningsområde är Tyskland. Inga underarter finns listade i Catalogue of Life.